# L cut

Ilustração de como fica a Linha do tempo do software de edição de vídeo quando esta técnica é utilizada.

Um L cut é uma transição de edição de uma cena para outra em um filme ou vídeo, onde apenas a imagem é alternada, continuando o áudio de forma que o volume abaixe de nível até ser sobreposto pelo da cena seguinte, de forma não coincidente. Isto é feito frequentemente para uma melhor harmonia entre os planos, melhorando eles esteticamente ou o fluxo como um todo, já que o L cut permite que o público entenda o contexto (antes ou depois) da fala em vez de simplesmente da fala em si. Sem o corte em forma de L, uma conversa segue robótica visualmente entre duas pessoas podendo ser semelhante a uma partida de tênis.
Os cortes L também são usados para ocultar as transições completas entre os planos. Ele pode ser muito eficaz para editar cenas de diálogo filmadas com uma única câmera usando vários takes. A capacidade de cortar a imagem/vídeo separadamente do som/áudio permite que o som dos diversos takes flua suavemente, apesar dos cortes de imagem estejam de certa forma "irregulares". Em planos maiores, isto permite que o editor use a imagem de uma tomada com o som de outra tomada se a linha de diálogo for melhor. No geral, pode ser resumido em cortar a imagem do personagem que esta falando para o personagem que está ouvindo.
O nome do corte associado a letra "L" se refere como fica a linha linha do tempo do software de edição de vídeo quando esta técnica é utilizada. Mais da maioria destes programas possui dois canais, um sobre o outro, sendo eles vídeo e áudio, respectivamente. Quando o canal de imagem de uma cena termina e apenas o de áudio permanece, gera um gráfico que pode se equiparar à letra "L".